# Roberto II Sanseverino

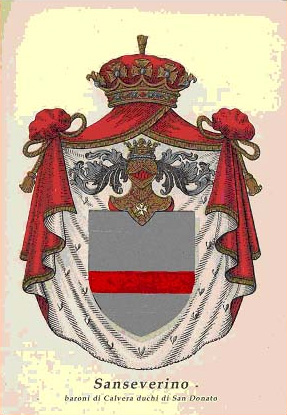
Escudo de armas de los Sanseverino

Roberto II Sanseverino (Salerno, 1485 - Agropoli, 1508), noble italiano, fue III príncipe de Salerno de 1499 a su muerte.
Roberto II Sanseverino fue hijo de Antonello Sanseverino (1458-1499), gran almirante del Reino de Nápoles y cabecilla de la revuelta antiaragonesa conocida como la Conjura de los barones, y de Costanza di Montefeltro, hija de Federico da Montefeltro, duque de Urbino.
Convertido a la muerte de su padre en III príncipe de Salerno, 13° conde de Marsico y barón de Sanseverino, en 1506 contrajo matrimonio en Zaragoza con Marina de Aragón y Sotomayor (1485-1513), hija de Alfonso de Aragón y de Escobar, I duque de Villahermosa y conde de Ribagorza, y de Leonor de Sotomayor, nieta por línea paterna del rey Juan II de Aragón.
Del matrimonio nació Fernando Sanseverino de Aragón (1507-1572), con quien se extinguió la familia de los Sanseverino príncipes de Salerno.